# NGC 3184
NGC 3184 је спирална галаксија у сазвежђу Велики медвед која се налази на NGC листи објеката дубоког неба.
Деклинација објекта је + 41° 25' 24" а ректасцензија 10h 18m 17,0s. Привидна величина (магнитуда) објекта NGC 3184 износи 9,6 а фотографска магнитуда 10,3. Налази се на удаљености од 9,900 милиона парсека од Сунца. NGC 3184 је још познат и под ознакама UGC 5557, MCG 7-21-37, CGCG 211-38, KUG 1015+416, PGC 30087.